# Adérito Jaime Fernandes Kandambo
Adérito Jaime Fernandes Kandambo é um político angolano da UNITA e membro da Assembleia Nacional de Angola.